# Ризаксай
Ризакса́й, Резаксай (узб. Rezaksoy, Резаксой) — горная река (сай) в Папском районе Наманганской области Узбекистана. Вдоль Резаксая проведён участок автотрассы международного значения Ташкент — Андижан — Ош — Кашгар.

## Описание
Площадь бассейна реки составляет 75,46 км², средняя высота водосбора — 1947 м. По оценке, расход воды равен 0,528 м³/с, объём стока за год — 16,6 млн м³, средний модуль стока — 7,00 л/с·км², слой стока — 220 мм/год).
Резаксай является одной из немногих рек, которые формируются на принадлежащей Узбекистану территории Ферганской долины. Он образуется на юго-западном склоне Кураминского хребта. На всём протяжении водоток сохраняет юго-восточное направление течения, имея лишь незначительные повороты. На берегу сая стоит населённый пункт Ризак. По бассейну реки, вдоль её русла, проложена автотрасса международного значения Ташкент — Андижан — Ош — Кашгар (А-373), с которой Резаксай пересекается.
В прошлом сай являлся притоком реки Чадак, сливаясь с ним ниже одноимённого посёлка, на высоте около 840 м. В настоящее время Резаксай не доходит до принимающего водотока.